# 西尔维娅·福尔斯
西尔维娅·沙奎里娅·福尔斯（英語：Sylvia Shaqueria Fowles，1985年10月6日—），美国职业篮球运动员，现效力于WNBA的明尼苏达山猫队。福尔斯曾获得2015年WNBA总决赛最有价值球员，2017年WNBA最有价值球员，并三度夺得WNBA年度最佳防守球员。 